# Phyllodesmium magnum
Phyllodesmium magnum är en snäckart som beskrevs av William B. Rudman 1991. Phyllodesmium magnum ingår i släktet Phyllodesmium och familjen Facelinidae. Inga underarter finns listade i Catalogue of Life.